# Kleopatra
Kleopatra VII. Philopator (Κλεοπάτρα θεά φιλοπάτωρ, prosinac, 70. pr. Kr. ili siječanj, 69. pr. Kr. – 12. kolovoza?, 30. pr. Kr.) bila je posljednja kraljica drevnog Egipta iz dinastije Ptolemejevića, makedonskoga podrijetla. Njenom smrću izumrla je kraljevska loza, a Egipat je pretvoren u rimsku provinciju.

## Životopis
Godine 48. pr. Kr. je, koristeći svoje zavodničke i diplomatske sposobnosti, uspjela Gaja Julija Cezara privući na svoju stranu u dinastičkome sukobu i tako sebi osigurati vlast nad Egiptom. Cezaru je poslije rodila sina Cezariona. Nakon Cezarove smrti je zavela Cezarovog generala i pristašu Marka Antonija, kojemu će roditi djecu i na čijoj strani će se boriti u ratu protiv Oktavijana. Nakon bitke kod Akcija 31. godine pr. Kr. pobjednički Oktavijan je okupirao Egipat i učinio ga rimskom provincijom. Kleopatra je počinila samoubojstvo i s njom je za nekoliko stoljeća nestalo samostalne egipatske države. Uz nju se vezuju mnoge afere i teorije zavjera. Imala je sestru Arsinoe, s kojom se nije slagala. Čak se nagađa da je Kleopatra naredila Marku Antoniju da je ubije.  
Usprkos tome smatra se najpoznatijom i najljepšom vladaricom u egipatskoj povijesti. Inspirirala je mnoge pjesme, drame, slike, knjige, filmove, kazališne predstave i TV serije. Elizabeth Taylor je sigurno najpoznatija filmska Kleopatra. Naslovni je lik stripa iz 1963. Asterix i Kleopatra.